# 成田勝
成田 勝（なりた まさる、1959年 - ）は、日本の歌手で実業家。
1980年代に東京地区マハラジャで社長としてディスコ「麻布十番マハラジャ」を運営した。身長183センチメートル (cm) で顔立ちと声色が柔らかく、青年実業家として認知が広まる。

## 概要

### 来歴
1977年に歌手を目指して上京し、平尾昌晃のもとで歌唱レッスンを受ける。
ディスコの新宿「クレイジーホース」と六本木「パウワウ」で従業員として勤務する。平尾昌晃がプロデュースしたNOVA21★グループのオールディーズライブハウス「六本木スパッツ」で勤務し、NOVA21★グループ社長でマハラジャオーナーの菅野諒と知己を得る。

### 実業家
先に弟の成田恭教がカラオケパブ「六本木2001年」を開業してNOVA21★グループで最年少社長(1990年代に新田治郎が名古屋地区マハラジャ社長就任するまで記録保持）となる。グループでは「六本木3001年」「六本木ポパイ&オリーブ」「エスキース」を運営。
「六本木スパッツ」で優秀マネージャーとなり、東京進出を予定するマハラジャで有限会社エヌ・エンタープライズ社長を任され、1984年に麻布十番マハラジャを開店する。ディスコ「六本木マハラジャウェスト」「東京マハラジャイースト」「青山キング&クイーン」「川崎キング&クイーン」「プレゴ」「エデンロック」「ロイヤルトン」「六本木しゃらら亭」、居酒屋「一乃蔵」を開店し、クラブ六本木「ヴェルファーレ」と青山「ジ・オービエント」でエグゼクティブ・アドバイザーのほか六本木「ゼウス」に携わる。
「東京マハラジャイースト」跡地でレストランバー「プレゴ」を経営して2023年12月に閉店した。各種アドバイザーとして活動する。

### 歌手
- 1984年 - 「ビーナス・ストリート」と「クールヒート」を、イニシャルの「エヌ」をユニット名として弟の成田恭教と活動する。「ビーナス・ストリート」は麻布十番マハラジャで閉店時のスロータイムに用いた。
- 1986年 - 「アラビアン・ナイト」、「帰れないシーズン」
- 1987年 - 「イントゥ・ザ・ナイト」はシーブリーズ1987年コマーシャルソング。「ギブ・ミー・アップ」はマイケル・フォーチュナティのカバー曲。
- 1988年 - 「サマーブリーズ」はシーブリーズ1988年コマーシャルソング。
- 1989年 - 「ターン・アラウンド・アンド・カウント・トゥ・テン」はデッド・オア・アライヴのカバー曲でオリコンチャートTOP40。「ジャイブ・イントゥ・ザ・ナイト」はグリーン・オリーブスのカバー曲。成田恭教らメンバー3人は身長180cm以上と「デカイ」ことからユニット名「成田勝&D.K.I.」で活動する。
- 1990年 - 「君の誕生日」はマハラジャのスロータイムで用いた。「ウォーキング・アウェイ」はブライアン・アイスのカバー曲。
- マハラジャイベントで、六本木2001年の定番曲「燃えるレター」を歌う。

### 出演
一時期は芸能事務所「ビッグアップル」に所属し、俳優としてTBSテレビ連続ドラマ『毎度おさわがせします3』に主人公の母親達を誘惑するセールスマン役で出演した。